# Arcieparchia di Zahleh e Furzol dei melchiti
L'arcieparchia di Zahleh e Furzol (in latino Archieparchia Mariamnensis Graecorum Melkitarum) è una sede della Chiesa cattolica greco-melchita in Libano suffraganea dell'arcieparchia di Damasco. Nel 2022 contava 150.000 battezzati. È retta dall'arcieparca Ibrahim Michael Ibrahim, B.S.

## Territorio
L'arcieparchia comprende la maggior parte della Valle della Beqa' in Libano.
Sede arcieparchiale è la città di Zahleh, dove si trova la cattedrale di Nostra Signora della Liberazione, edificata nel XVIII secolo.
Il territorio è suddiviso in 43 parrocchie.

## Storia
Questa sede avrebbe avuto origine nel XVI o XVII secolo, quando i patriarchi greco-ortodossi di Antiochia, per motivi di sicurezza, trasferirono la sede dei vescovi di Seleucia di Pieria (l'odierna Samandağ in Turchia) dapprima a Ma'lula e poi a Furzol.
L'eparchia ha avuto vescovi in comunione con Roma a partire dal 1724, quando il vescovo Efthymios Fadel di Ma'lula proclamò la sua unione con la Santa Sede. Fadel fu uno dei consacratori del primo patriarca della Chiesa cattolica greco-melchita, Cirillo VI Tanas.
Nel 1774 la sede fu trasferita in modo definitivo a Zahleh.
Il 18 novembre 1964 è stata elevata al grado di arcieparchia.
Il nome ecclesiastico Mariamnensis fa riferimento all'antica sede bizantina di Mariamme, oggi in Siria.

## Cronotassi dei vescovi
- Efthymios Fadel Maalouly † (1º ottobre 1724 - 1774 deceduto)
- Youssef Farhat † (1775 - 1793 ?)
- Basilios Jabaly † (1796 - 1811 dimesso)[5]
- Macaire Tawil, B.S. † (1811 - 10 dicembre 1813 eletto patriarca di Antiochia)
- Ignace Ajoury, B.A. † (dicembre 1816 - 4 agosto 1834 deceduto)
- Basile Schajat (Shahiat), B.S. † (15 ottobre 1834 - 1864 deceduto)
- Ambroise Basile Abdo † (15 novembre 1866 - 24 dicembre 1875 nominato vicario patriarcale di Gerusalemme)
- Meletios Fakak † (23 gennaio 1876 consacrato - 9 agosto 1881 nominato arcieparca di Beirut e Jbeil)
- Ignace Malluk (Malouk) † (18 settembre 1881 - 1898 ?)
- Daher Moghabghab † (20 maggio 1899 - 21 giugno 1926 confermato patriarca di Antiochia)
- Eftimios Youakim † (30 ottobre 1926 - 21 agosto 1971 ritirato[6])
- Jean Bassoul † (21 agosto 1971 - 9 agosto 1977 deceduto)
- Augustin Farah † (25 agosto 1977 - 31 marzo 1983 deceduto)
- André Haddad, B.S. † (14 giugno 1983 - 24 giugno 2010 ritirato)
- Issam John Darwich, B.S. (15 giugno 2011 - 26 giugno 2021 ritirato)
- Ibrahim Michael Ibrahim, B.S., dal 26 giugno 2021

## Statistiche
L'arcieparchia nel 2022 contava 150.000 battezzati.
| anno | popolazione | popolazione | popolazione | presbiteri | presbiteri | presbiteri | presbiteri                | diaconi | religiosi | religiosi | parrocchie |
| anno | battezzati  | totale      | %           | numero     | secolari   | regolari   | battezzati per presbitero | diaconi | uomini    | donne     | parrocchie |
| ---- | ----------- | ----------- | ----------- | ---------- | ---------- | ---------- | ------------------------- | ------- | --------- | --------- | ---------- |
| 1950 | 25.000      | ?           | ?           | 28         | 8          | 20         | 892                       |         |           | 34        | 34         |
| 1970 | 31.597      | ?           | ?           | 5          | 5          |            | 6.319                     |         |           |           | 32         |
| 1980 | 70.300      | ?           | ?           | 33         | 10         | 23         | 2.130                     |         | 38        | 35        | 36         |
| 1990 | 115.000     | ?           | ?           | 32         | 9          | 23         | 3.593                     |         | 23        | 36        | 44         |
| 1999 | 126.000     | ?           | ?           | 37         | 11         | 26         | 3.405                     |         | 26        | 41        | 36         |
| 2000 | 126.000     | ?           | ?           | 28         | 10         | 18         | 4.500                     |         | 18        | 41        | 36         |
| 2001 | 126.000     | ?           | ?           | 29         | 9          | 20         | 4.344                     |         | 20        | 41        | 36         |
| 2002 | 126.000     | ?           | ?           | 28         | 7          | 21         | 4.500                     |         | 21        | 42        | 37         |
| 2003 | 126.000     | ?           | ?           | 24         | 5          | 19         | 5.250                     |         | 19        | 42        | 37         |
| 2004 | 126.000     | ?           | ?           | 29         | 5          | 24         | 4.344                     |         | 26        | 42        | 36         |
| 2009 | 126.000     | ?           | ?           | 28         | 6          | 22         | 4.500                     | 2       | 22        | 44        | 37         |
| 2010 | 126.000     | ?           | ?           | 28         | 7          | 21         | 4.500                     | 2       | 21        | 44        | 34         |
| 2012 | 150.000     | ?           | ?           | 31         | 8          | 23         | 4.838                     | 2       | 23        | 37        | 39         |
| 2014 | 150.000     | ?           | ?           | 35         | 10         | 25         | 4.285                     | 2       | 25        | 38        | 39         |
| 2017 | 150.000     | ?           | ?           | 31         | 10         | 21         | 4.838                     |         | 21        | 38        | 39         |
| 2020 | 150.000     | ?           | ?           | 33         | 13         | 20         | 4.545                     |         | 20        | 35        | 39         |
| 2022 | 150.000     | ?           | ?           | 34         | 13         | 21         | 4.411                     |         | 21        | 28        | 43         |